# Halowe Mistrzostwa Świata w Lekkoatletyce 2025 – pchnięcie kulą mężczyzn
Pchnięcie kulą mężczyzn – jedna z konkurencji technicznych rozgrywanych podczas halowych lekkoatletycznych mistrzostw świata w Nanjing’s Cube w Nankinie.
Tytułu mistrzowskiego z 2024 nie bronił Ryan Crouser.

## Terminarz
Źródło: worldathletics.org.
| Data     | Godzina |       |
| -------- | ------- | ----- |
| 23 marca | 19:38   | Finał |

## Rekordy
W poniższej tabeli przedstawiono (według stanu przed rozpoczęciem mistrzostw) rekord świata, rekord halowych mistrzostw świata, rekordy kontynentów oraz najlepszy wynik na listach światowych w 2025.
|                                   | Zawodnik        | Wynik | Miejsce     | Data                     |
| --------------------------------- | --------------- | ----- | ----------- | ------------------------ |
| Rekord świata                     | Ryan Crouser    | 23,56 | Los Angeles | 27 maja 2023(dts)        |
| Rekord halowych mistrzostw świata | Ryan Crouser    | 22,77 | Glasgow     | 1 marca 2024(dts)        |
| Rekord Afryki                     | Janus Robberts  | 21,97 | Eugene      | 2 czerwca 2001(dts)      |
| Rekord Ameryki Południowej        | Darlan Romani   | 22,61 | Palo Alto   | 30 czerwca 2019(dts)     |
| Rekord Ameryki Północnej          | Ryan Crouser    | 23,56 | Los Angeles | 27 maja 2023(dts)        |
| Rekord Australii i Oceanii        | Tomas Walsh     | 22,90 | Doha        | 5 października 2019(dts) |
| Rekord Azji                       | Mohamed Tolu    | 21,80 | Madryt      | 21 czerwca 2024(dts)     |
| Rekord Europy                     | Ulf Timmermann  | 23,06 | Chania      | 22 maja 1988(dts)        |
| Listy światowe                    | Leonardo Fabbri | 21,95 | Liévin      | 13 lutego 2025(dts)      |

## Listy światowe
Poniższa tabela przedstawia 10 najlepszych wyników na świecie uzyskanych w sezonie 2025 przed rozpoczęciem mistrzostw.
Źródło: worldathletics.org.
| Poz. | Zawodnik          | Reprezentacja     | Wynik  | Data              | Miejsce   |
| ---- | ----------------- | ----------------- | ------ | ----------------- | --------- |
| 1.   | Leonardo Fabbri   | Włochy            | 21,95  | 13 lutego(dts) br | Liévin    |
| 2.   | Jacko Gill        | Nowa Zelandia     | 21,85o | 9 lutego(dts) br  | Auckland  |
| 3.   | Zane Weir         | Włochy            | 21,76  | 23 lutego(dts) br | Ankona    |
| 4.   | Adrian Piperi     | Stany Zjednoczone | 21,50  | 23 lutego(dts) br | Nowy Jork |
| 5.   | Wictor Petersson  | Szwecja           | 21,49  | 22 lutego(dts) br | Växjö     |
| 6.   | Konrad Bukowiecki | Polska            | 21,32  | 22 lutego(dts) br | Toruń     |
| 7.   | Roger Steen       | Stany Zjednoczone | 21,28  | 23 lutego(dts) br | Nowy Jork |
| 8.   | Andrei Toader     | Rumunia           | 21,27  | 9 marca(dts) br   | Apeldoorn |
| 9.   | Tomáš Staněk      | Czechy            | 21,26  | 9 marca(dts) br   | Apeldoorn |
| 10.  | Tomas Walsh       | Nowa Zelandia     | 21,24o | 8 marca(dts) br   | Dunedin   |

Pogrubioną czcionką oznaczono zawodników, którzy wzięli udział w mistrzostwach.

## Wyniki

### Finał
Źródło: worldathletics.org.
| Pozycja | Zawodnik              | Reprezentacja     | Runda | Runda | Runda | Runda | Runda | Runda | Wynik | Uwagi |
| Pozycja | Zawodnik              | Reprezentacja     | 1     | 2     | 3     | 4     | 5     | 6     | Wynik | Uwagi |
| ------- | --------------------- | ----------------- | ----- | ----- | ----- | ----- | ----- | ----- | ----- | ----- |
| 01 !    | Tomas Walsh           | Nowa Zelandia     | 21,65 | x     | 21,11 | 20,95 | 21,19 | 21,48 | 21,65 | SB    |
| 02 !    | Roger Steen           | Stany Zjednoczone | 20,47 | 20,80 | 20,88 | x     | x     | 21,62 | 21,62 | SB    |
| 03 !    | Adrian Piperi         | Stany Zjednoczone | x     | 21,21 | 20,88 | 21,48 | 20,95 | 21,08 | 21,48 |       |
| 4.      | Leonardo Fabbri       | Włochy            | 20,67 | 20,69 | x     | 20,81 | 21,36 | 21,15 | 21,36 |       |
| 5.      | Chukwuebuka Enekwechi | Nigeria           | 20,52 | x     | 21,25 | 21,10 | x     | x     | 21,25 | SB    |
| 6.      | Wictor Petersson      | Szwecja           | 20,03 | 20,73 | 20,24 | x     | x     | 20,87 | 20,87 |       |
| 7.      | Andrei Toader         | Rumunia           | x     | 20,64 | x     | 20,39 | 20,63 | NQ    | 20,64 |       |
| 8.      | Zane Weir             | Włochy            | 20,63 | x     | x     | 20,55 | x     | NQ    | 20,63 |       |
| 9.      | Rajindra Campbell     | Jamajka           | 19,18 | 19,74 | 20,45 | x     | NQ    | NQ    | 20,45 | =     |
| 10.     | Willian Dourado       | Brazylia          | 19,85 | x     | 20,24 | x     | NQ    | NQ    | 20,24 |       |
| 11.     | Welington Morais      | Brazylia          | 19,85 | 20,13 | 19,96 | NQ    | NQ    | NQ    | 20,13 |       |
| 12.     | Scott Lincoln         | Wielka Brytania   | 19,88 | x     | x     | NQ    | NQ    | NQ    | 19,88 |       |
| 13.     | Xing Jialiang         | Chiny             | 18,90 | 19,24 | 19,76 | NQ    | NQ    | NQ    | 19,76 |       |
| 14.     | Chris van Niekerk     | Południowa Afryka | 19,39 | 19,47 | x     | NQ    | NQ    | NQ    | 19,47 |       |
| 15 !    | Konrad Bukowiecki     | Polska            | x     | x     | x     | NQ    | NQ    | NQ    | NM    |       |